# Крайтляйн, Рудольф
Рудольф Крайтляйн (нем. Rudolf Kreitlein; 14 ноября 1919, Фюрт, Бавария — 31 июля 2012, Штутгарт) — немецкий футбольный арбитр.

## Биография
Начал работу футбольным судьей в возрасте 17 лет, а затем переехал в США, где обучал судей.
Вернувшись на родину, Крайтляйн подписал контракт с клубом «Штутгарт», но из-за травмы мениска завершил игровую карьеру.
С 1963 по 1969 годы Крайтляйн работал на матчах Бундеслиги, был главным арбитром матча финала Кубка европейских чемпионов 1966 года между мадридским «Реалом» и «Партизаном», который выиграли испанцы со счётом 2:1.
Крайтляйн наиболее известен работой на ЧМ-1966 в 1/4 финальном матче между Англией и Аргентиной, когда он удалил капитана аргентинцев Антонио Раттина, однако тот отказывался покинуть поле и возмущался решением судьи. В результате Раттин покинул поле в сопровождении двух полицейских, а после этого вскоре были введены красные и жёлтые карточки для упрощения работы арбитров.
Завершив карьеру арбитра, работал портным, был женат, но детей у супругов не было.
Крайтляйн скончался в городской больнице Штутгарта 31 июля 2012 года в возрасте 92 лет от сердечного приступа, пережив супругу на 4 года.